# Martin Haeuserer

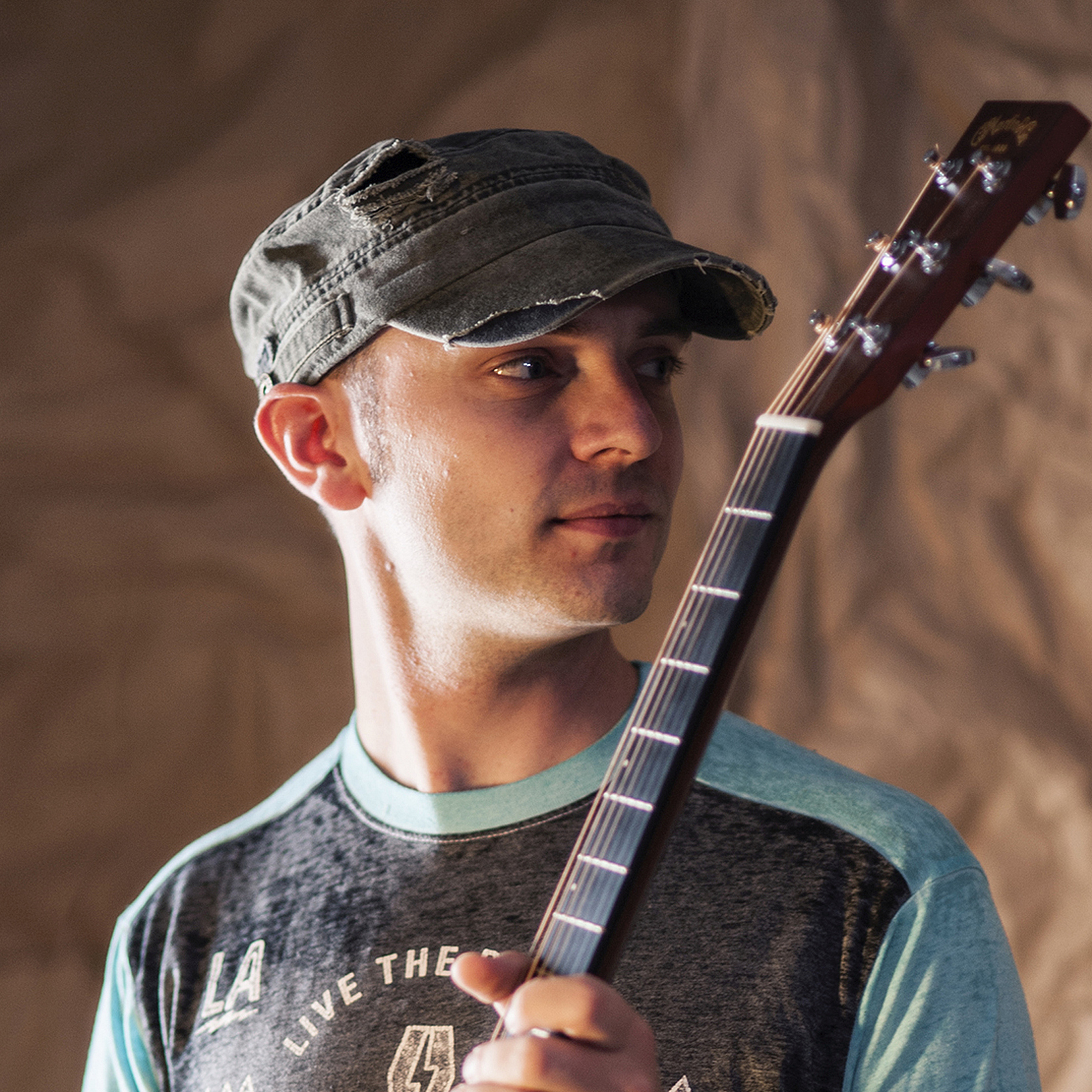
Martin Haeuserer

Martin Haeuserer (* 15. März 1987 in Vöcklabruck, Österreich; zu Deutsch Häuserer) ist ein österreichischer Liedermacher und Gitarrist aus Vöcklabruck.

## Solo-Künstler
Als Lead-Gitarrist und Vokalist verschiedener Coverbands aus dem Raum Oberösterreich und Salzburg blickt Martin Haeuserer auf knapp 20 Jahre Bühnenerfahrung zurück. Durch zahlreiche Auftritte erlangte er rasch Bekanntheit in der lokalen Szene und entwickelte sich zum Live- und Studiomusiker.
Durch die coronabedingte Pause der Live-Auftritte fand Haeuserer 2020 die Zeit, das Songwriting für sein erstes Soloprojekt zu starten. Unterstützt wird er dabei von der ebenfalls aus Vöcklabruck stammenden Ursula Zweimueller, die unter dem Pseudonym the widow auch Songtexte für das Debütalbum von Black Widow, der ersten Band von Haeuserer, beteiligt war.
Seit 2021 veröffentlicht Haeuserer über das Label „Soundrop“, um seine Musik einem breiteren Publikum zugänglich zu machen.
Im Oktober 2021 fand das Recording der ersten offiziellen Single, einem Akustikcover des weltbekannten U2 Klassikers With Or Without You statt. Haeuserer wurde bei diesem Song von Daniel Schallmeiner, mit dem er in der Band Taxless spielt, am Cajon begleitet. Der Gesang und alle weiteren Instrumente wurden von Haeuserer eingespielt. Das Mastering erfolgte durch Martins Bruder Andreas Häuserer, der bei der österreichischen Singer-Songwriterin AVEC für E-Gitarre, Songwriting und Producing verantwortlich ist. Der Song wurde am 8. Dezember 2021 auf Spotify, Youtube, Amazon Music etc. veröffentlicht.
Als zweites Akustik-Cover nahm Haeuserer Swing Life Away von Rise Against auf. Auf diesem Track spielte er nicht nur die Gesangs- und Gitarrenspuren ein, sondern ist auch auf der Blues Harp zu hören. Der Release des Songs erfolgte am 25. Februar 2022.
Den ersten eigenen Song mit dem Titel The Long Way veröffentlichte Haeuserer am 2. Juni 2022.
Die Lyrics des Pop-Rock-Songs entstanden in Zusammenarbeit mit Ursula Zweimueller. An den Drums ist Kevin Motz zu hören und das Mastering übernahm wie schon bei der vorangegangenen Produktion Andreas Häuserer.

## Bands
- Taxless (seit 2014)
- Rockarella (seit 2022)
- Livelounge (2016 bis 2020)
- Lautstark[1] (2015)
- Foxes[2] (2010 bis 2015)
- Black Widow[3] (2006 bis 2009)

## Diskografie
Singles
- 2021: With or Without You (Soundrop), Akustik-Cover von U2
- 2022: Swing Life Away (Soundrop), Akustik-Cover von Rise Against
- 2022: The Long Way (Soundrop), Lyrics: Martin Haeuserer / Ursula Zweimueller
- 2023: Everything Has Changed (Soundrop), Lyrics: Martin Haeuserer / Ursula Zweimueller
- 2023: Through Glass (Soundrop), Akustik-Cover von Stone Sour